# Rudolf Raimann
Rudolf Raimann ( 1863 – 1896) fue un explorador, y botánico, súbdito austríaco, que viajó a través de los Balcanes, Centroamérica y México, documentando sus hallazgos. Trabajó activamente como profesor de historia natural en la Universidad de Viena.

## Algunas publicaciones
- 1904. Gummiradler: Posse in drei Aufzügen; Regie- und Soufflierbuch des Wiener Raimundtheaters mit den Dekorationsplänen. Vol. 4588 de Reclams Universal-Bibliothek. Con Rudolf Oesterreicher. Ed. Reclam, 88 pp.

- 1893. Contributed to the Onagraceae section of Engler and Prantl's Natürlichen Pflanzenfamilien

- 1889. Über unverholzte Elemente in der innersten Xylemzone der Dicotyledonen: Vorgelegt in der Sitzung am 20. December 1888. 36 pp.

- 1888. Mittheilungen über fichtenformen aus der umgebung von Lunz, sowie über calycanthemie bei Cyclamen europaeum L.

## Honores

### Eponimia
- (Onagraceae) Raimannia Rose ex Britton & A.Br.[1]
- La abreviatura «Raim.» se emplea para indicar a Rudolf Raimann como autoridad en la descripción y clasificación científica de los vegetales.[2]